# Epsomita
La epsomita es la forma mineral del sulfato de magnesio heptahidratado (MgSO4 · 7H2O).
Su nombre proviene de la localidad de Epsom (Surrey, Gran Bretaña), en donde desde hace tiempo son conocidos los depósitos de este mineral asociados a las aguas minerales.

## Descubrimiento y ocurrencia
La epsomita se forma como incrustaciones o eflorescencias en paredes de cavernas de piedra caliza y también en maderas y muros en minas, rara vez como depósitos de fumarolas volcánicas o en lechos en capas de evaporita. Fue descrita sistemáticamente en 1806 cerca de Epsom, Surrey, Inglaterra, localidad por la que fue nombrada. Se encuentra en asociación con melanterita, yeso, halotriquita, pickeringita, alunógeno, rozenita y mirabilita.

## Propiedades

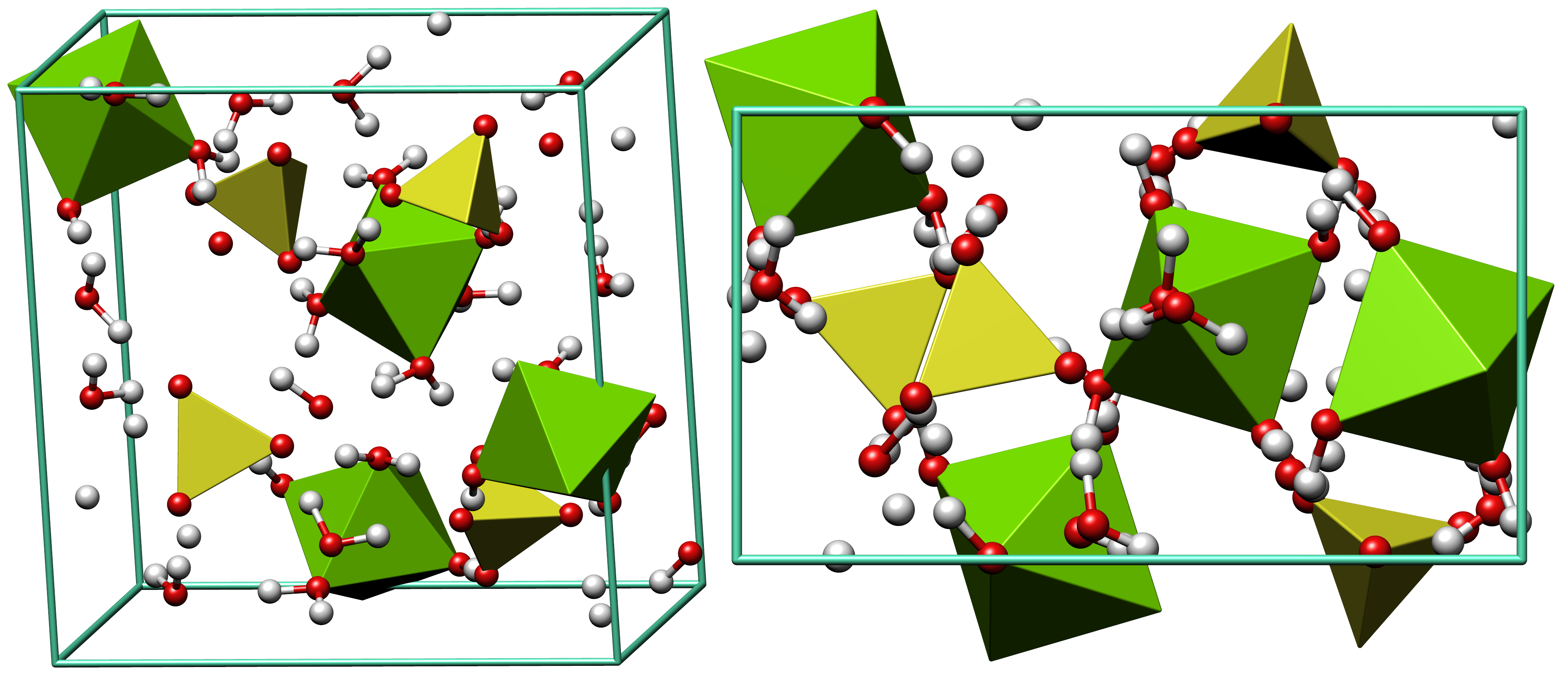
Estructura cristalina de la epsomita.

Aunque su color es blanco, la epsomita a menudo aparece coloreada con una variedad de tonos debido a la presencia de impurezas.
Éstas son fundamentalmente níquel, hierro, cobalto, manganeso y zinc; el color rosa se relaciona con la presencia de cobalto mientras que el verde se asocia a la del níquel.
Forma una serie completa con la goslarita (ZnSO4 · 7H2O) y la morenosita (NiSO4 · 7H2O).
La epsomita es soluble en agua y tiene un sabor amargo y salado.
Al aire libre se deshidrata, tornándose mate, y finalmente forma un agregado pulverulento que se deshace fácilmente. Por esta razón debe ser conservada en un recipiente cerrado o en plástico y ser limpiada sólo con alcohol. Cristaliza en el sistema ortorrómbico.

## Morfología y formación
La epsomita aparece formando cristales, agregados fibrosos, costras, estalactitas y eflorescencias.
Habitualmente se encuentra como eflorescencias en zonas abrigadas de afloramientos rocosos dolomíticos y calizos.
También se puede hallar en las paredes de cuevas y en depósitos de lagos salados.
Asimismo abunda en paredes de minas de carbón y minas metalíferas, incluso en los soportes de madera y en el material abandonado.

## Yacimientos
Los yacimientos de epsomita son frecuentes, pudiéndose destacar los existentes en la antigua Unión Soviética —lagos magnésicos de Djaman-Klytch y de Djelonsk—.
En los lagos salados del Monte Kruger (Washington, Estados Unidos) se han encontrado cristales que alcanzan los 2 metros.
En España existen eflorescencias importantes muy cerca de Calatayud (Aragón) y en México en Aquiles Serdán (Chiapas).

## Galería

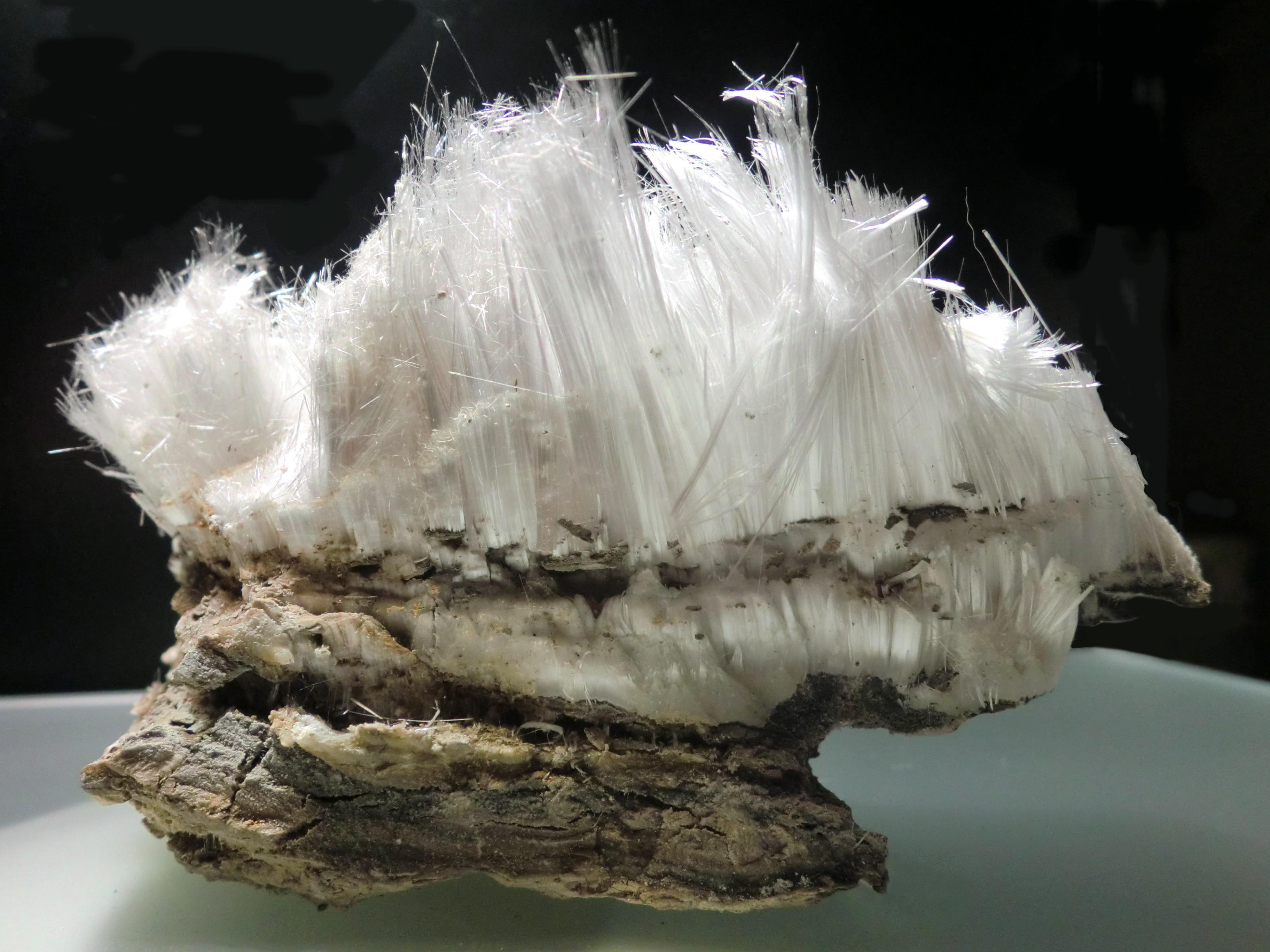
Cristales aciculares de epsomita - Cueva de la Llave de Calatayud (Aragón, España).
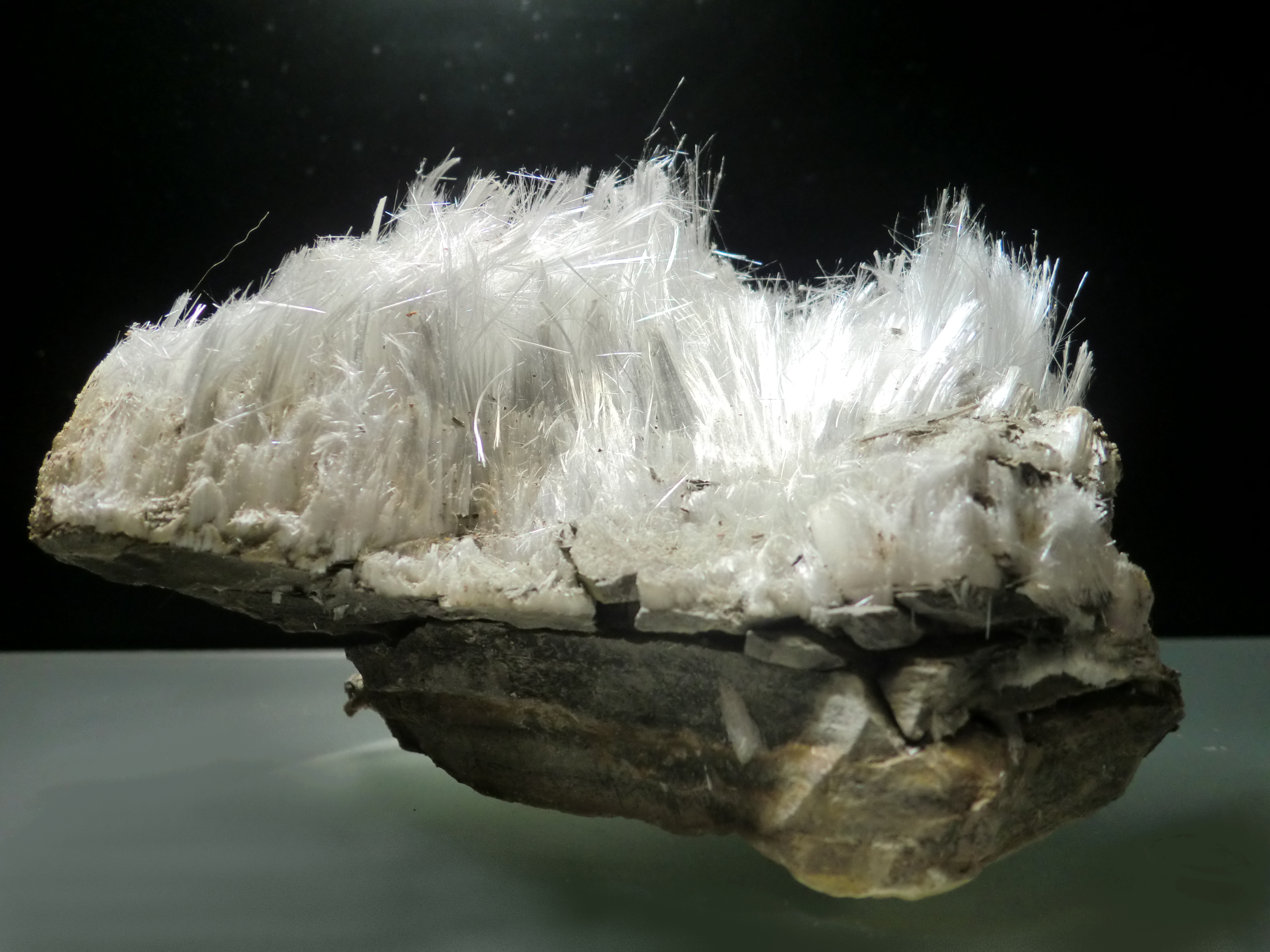
Cristales aciculares de epsomita - Cueva de la Llave de Calatayud (Aragón, España).

## Minerales relacionados
- Kieserita (MgSO4 · H2O), forma mineral menos hidratada que la epsomita.